# Heterodrilus ascensionensis
Heterodrilus ascensionensis är en ringmaskart som beskrevs av Erséus 1981. Heterodrilus ascensionensis ingår i släktet Heterodrilus och familjen glattmaskar. Inga underarter finns listade i Catalogue of Life.